# Idealspaten
Die Idealspaten-Bredt GmbH & Co. KG ist ein Unternehmen in Herdecke an der Ruhr. Das Unternehmen beschäftigt etwa 70 Mitarbeiter und fertigt Schaufeln sowie weitere Handwerkzeuge für den Bau- und Gartenbedarf.

## Geschichte
Die Schaufel- und Spatenfabrik Eckardt Sondermann & Comp., Gesellschaft mit beschränkter Haftung wurde 1899 vom Fabrikanten Emil Eckardt († 1928), dem Unternehmer Kommerzienrat Gustav Vorsteher und Christian Sondermann, einem Enkel des Oberbergischen Industriepioniers Johann Wilhelm Sondermann, gegründet. Am 15. April 1899 wurde der Grundstein des Betriebs gesetzt. Am 10. Februar 1900 wurde mit der Produktion und dem Vertrieb von Schaufeln, Spaten und Pflugriestern mit 55 Beschäftigten begonnen. Eine wichtige Innovation von Idealspaten war die spezielle Walztechnik, durch die das Spatenblatt und die Feder, in welche der Spatenstiel eingesetzt wird, erstmals aus einem Stück gefertigt werden konnten. Dadurch wurden die Spaten robuster und langlebiger. Das konische Walzen führt außerdem dazu, dass die Blattstärke an der Schneide dünner und das Blatt selbstschärfend ist. Das Produkt kam erstmals 1903 unter dem Namen „IDEAL-Spaten“ auf den Markt. Bereits 1905 exportierte das Unternehmen ein Drittel der Produktion. Um 1906 legte das Unternehmen eine kleine Arbeitersiedlung von 6 Häusern mit je 4 Wohnungen in Herdecke an, die heute unter Denkmalschutz steht.

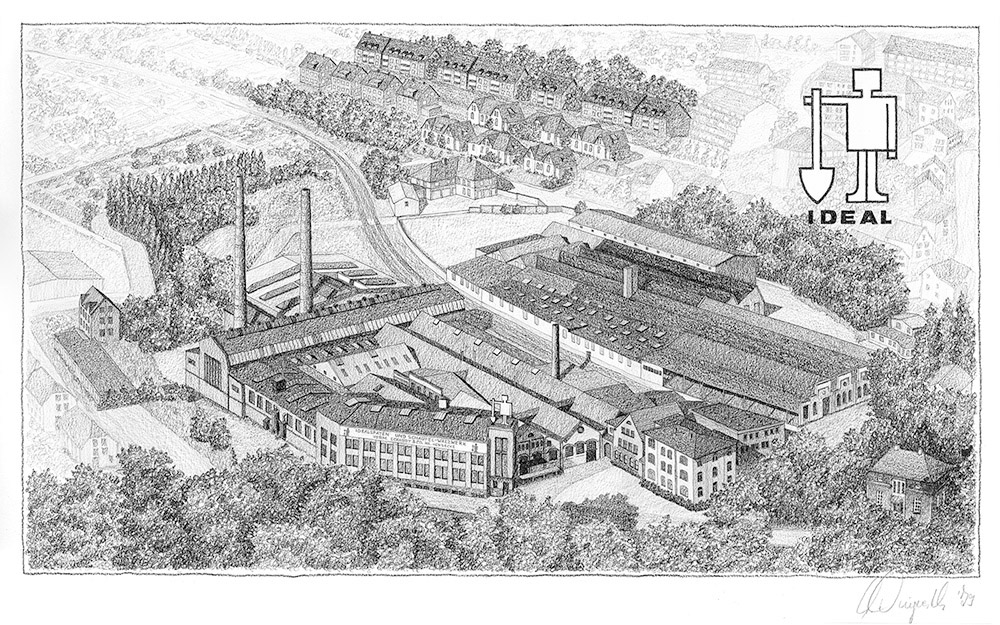
Firmensitz der Idealspaten-Bredt GmbH & Co. KG, Federzeichnung, ca. 1970

Während des Ersten Weltkriegs wurden wegen des Arbeitskräftemangels Frauen in der Produktion eingesetzt. Im Jahr 1925 erfuhr das Werk eine erhebliche Erweiterung. Emil Eckhardt verstarb 1928, und das Unternehmen geriet kurze Zeit später in finanzielle Schwierigkeiten. Am 21. Dezember 1928 musste der Konkurs angemeldet werden und rund 240 Arbeiter wurden arbeitslos. Die Konkursmasse wurde gegen Ende des Jahres 1929 schließlich übernommen.
Zu den Gesellschaftern zählten unter anderen Otto Thomashoff und Karl Gapp aus Hagen. Das neue Unternehmen erhielt den Namen Idealspaten- und Schaufelwalzwerke vorm. Eckardt & Co., G.m.b.H., Herdecke (Ruhr).

### 1935 bis 1945
Ab 1935 belieferte das Unternehmen den Reichsarbeitsdienst und die Wehrmacht mit Spaten. Im Jahr 1938 wurden 547 Personen beschäftigt. 1939 gliederte man im Zuge der Arisierung die zuvor in jüdischem Besitz befindliche Teplitzer Eisenwerke, Schaufel- und Zeugwaren-Fabrik AG in Teplitz, Tschechien, dem Unternehmen an.
Während des Zweiten Weltkriegs litt das Unternehmen, wie viele andere auch, unter Arbeitskräftemangel. Man griff auf mehrere hundert Kriegsgefangene und Fremdarbeiter vor allem aus Polen und Russland zurück, die ab 1941 in einem umzäunten Barackenlager untergebracht wurden, bewacht durch eine Einheit der Wehrmacht. Im Jahr 1943 errichtete man ein weiteres Lager auf dem Unternehmensgelände. Zu den Lagerbedingungen zählten Hunger und Misshandlungen. Etliche Zwangsarbeiter kamen ums Leben.

### Nachkriegszeit
Nach dem Zweiten Weltkrieg erlebte das Unternehmen wieder einen Aufschwung und hatte zeitweise mehr als 500 Mitarbeiter. Während der 60er-Jahre wurde die Konkurrenz durch ausländische Produkte stärker. Diese Entwicklung trieb die Mechanisierung und Rationalisierung der Produktion voran.

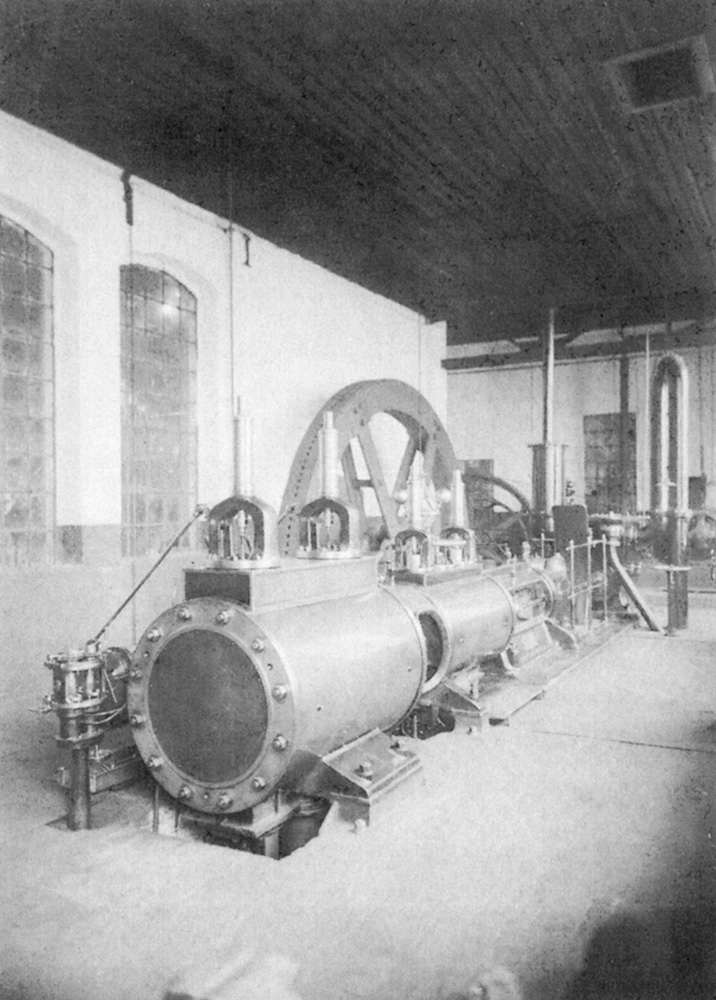
Historische Dampfmaschine für die Walzenstraße in der Produktion

1964 trat Carl-August Thomashoff (Sohn von Otto Thomashoff) in das Unternehmen ein und führte ab 1974 den mittelständischen Betrieb. Im Jahr 1971 fusionierte das Unternehmen mit der A. Bredt & Co. KG aus Witten und hieß von da an Idealspaten- und Schaufelwalzwerke A. Bredt GmbH & Co. KG oder kurz Idealspaten-Bredt GmbH & Co. KG. Bis zum Jahr 1989 hatte das Unternehmen insgesamt über 100 Mio. Handwerkzeuge produziert, davon ca. 10 Millionen IDEAL-Spaten.

### Neuere Entwicklung seit 2000

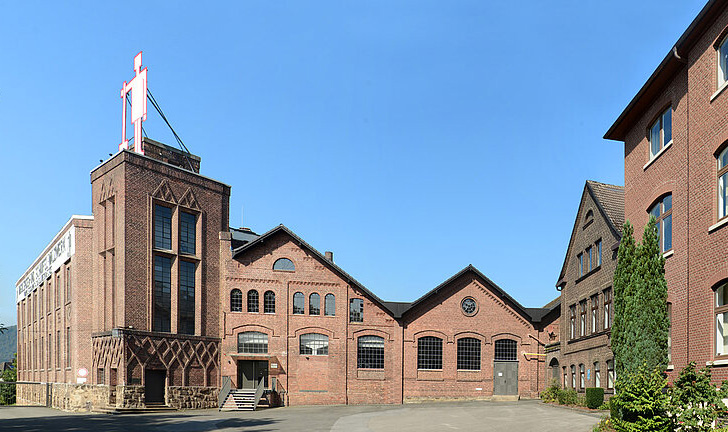
Firmensitz in Herdecke, 2022

Im Jahr 2000 übernahm Idealspaten die Fa. Engstfeld GmbH aus Kierspe, ebenfalls ein Hersteller von Spaten und Schaufeln. Ende der 90er Jahre gingen die Firmenanteile der drei Kinder von Otto Thomashoff in den alleinigen Besitz der Familie von Carl-August Thomashoff über. 1998 trat mit Dr. Bodo Reinke, Schwiegersohn von Carl August Thomashoff, die vierte Generation in die Leitung des Familienunternehmens ein. Die Firma Idealspaten ist Teil einer mittelständischen Unternehmensgruppe unter dem Dach der REITHO Holding GmbH, Herdecke. Seit 2007 ist Eckhard Brosch Mitgeschäftsführer.
Im Jahr 2012 wurde eine neu entwickelte, material- und energieeffiziente Anlage zur Spatenproduktion für das mittlere Preissegment in Betrieb genommen. Viele Produkte, wie der IDEAL-Spaten, werden weiterhin wie vor 100 Jahren in handwerklich geprägter Arbeit hergestellt.

## Produkte
Das Produktsortiment von Idealspaten besteht hauptsächlich aus Spaten und Schaufeln, ergänzt durch Baugeräte und Forstwerkzeuge. Der überwiegende Teil der Produkte wird professionell eingesetzt. Ein Beispiel ist der Kraftspaten, der für Rodungsarbeiten entwickelt wurde und Lasten von bis zu 2 Tonnen hebeln kann.
Durch regional stark unterschiedliche Bodenqualitäten wurde in Deutschland ab dem 19. Jahrhundert in nahezu jedem Landstrich ein eigener Spatentyp entwickelt. Auf sandigen Böden wird z. B. typischerweise mit breiten und geraden Spatenblättern gearbeitet, auf steinigen Böden dagegen eher mit spitz zulaufenden Blättern. Im Jahr 1930 existierten deutschlandweit ca. 2500 Regionalformen. Die meisten dieser Spatentypen wurden bis Mitte des 20. Jahrhunderts traditionell in kleinen Spatenschmieden gefertigt. Mit dem Rückgang der dörflichen Spatenschmieden ist Idealspaten heute der wichtigste industrielle Hersteller vieler regionaler Spatenmodelle, wie z. B. Spaten in Geestemünder Form, in Auricher Form oder Kieler Form.

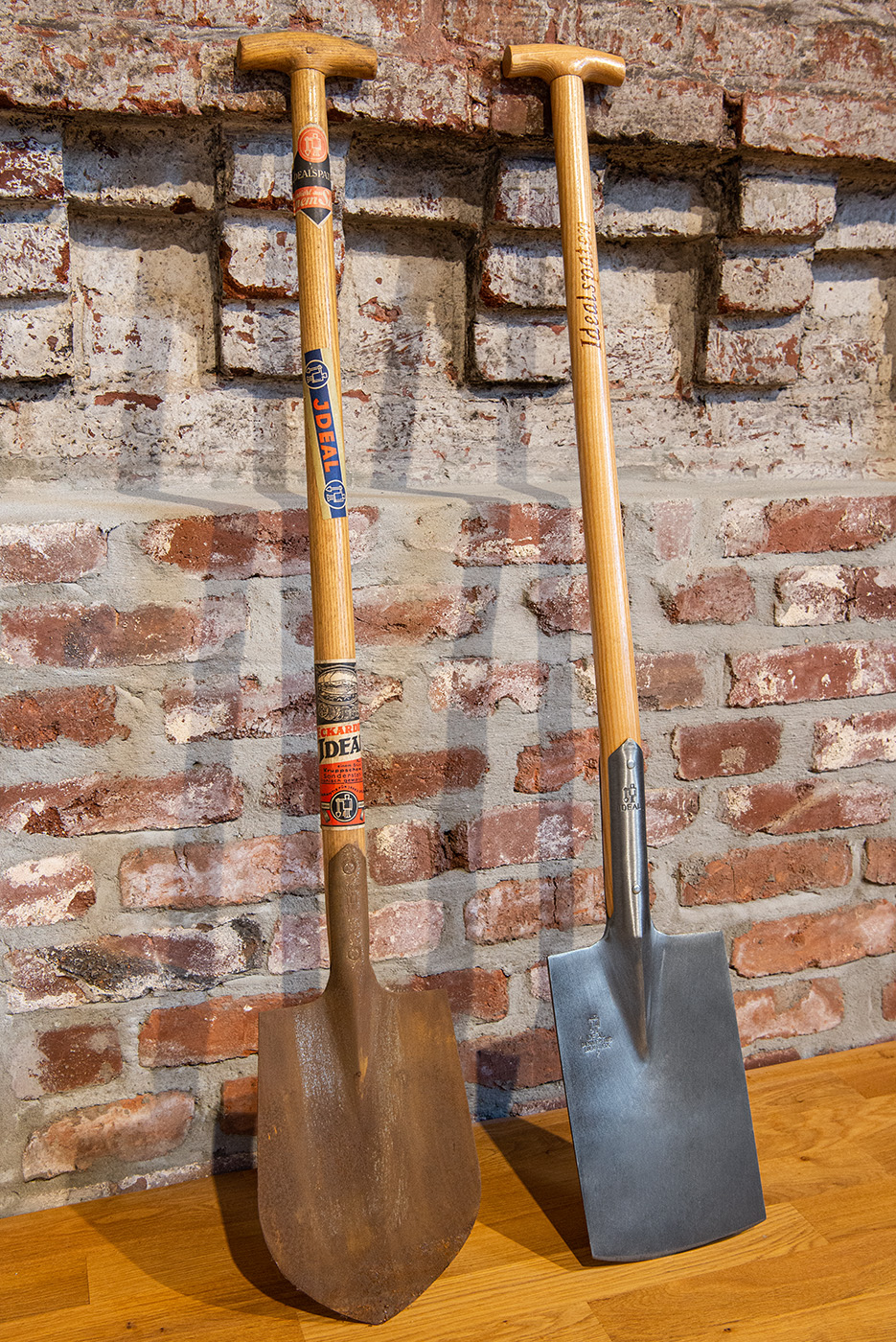
Historischer Spaten Kieler Form, Moderner Spaten Gärtner Form"
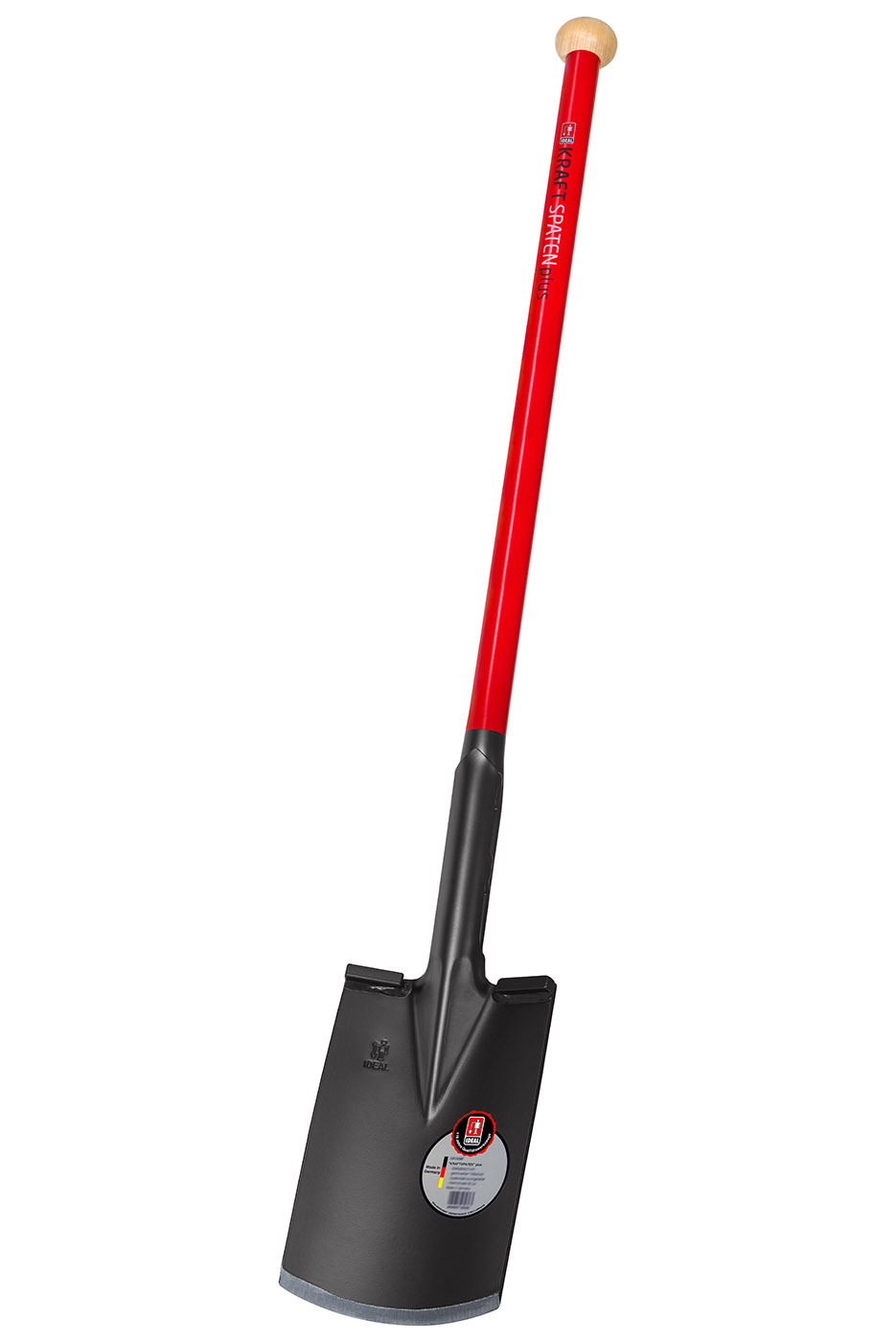
Der „Kraftspaten“
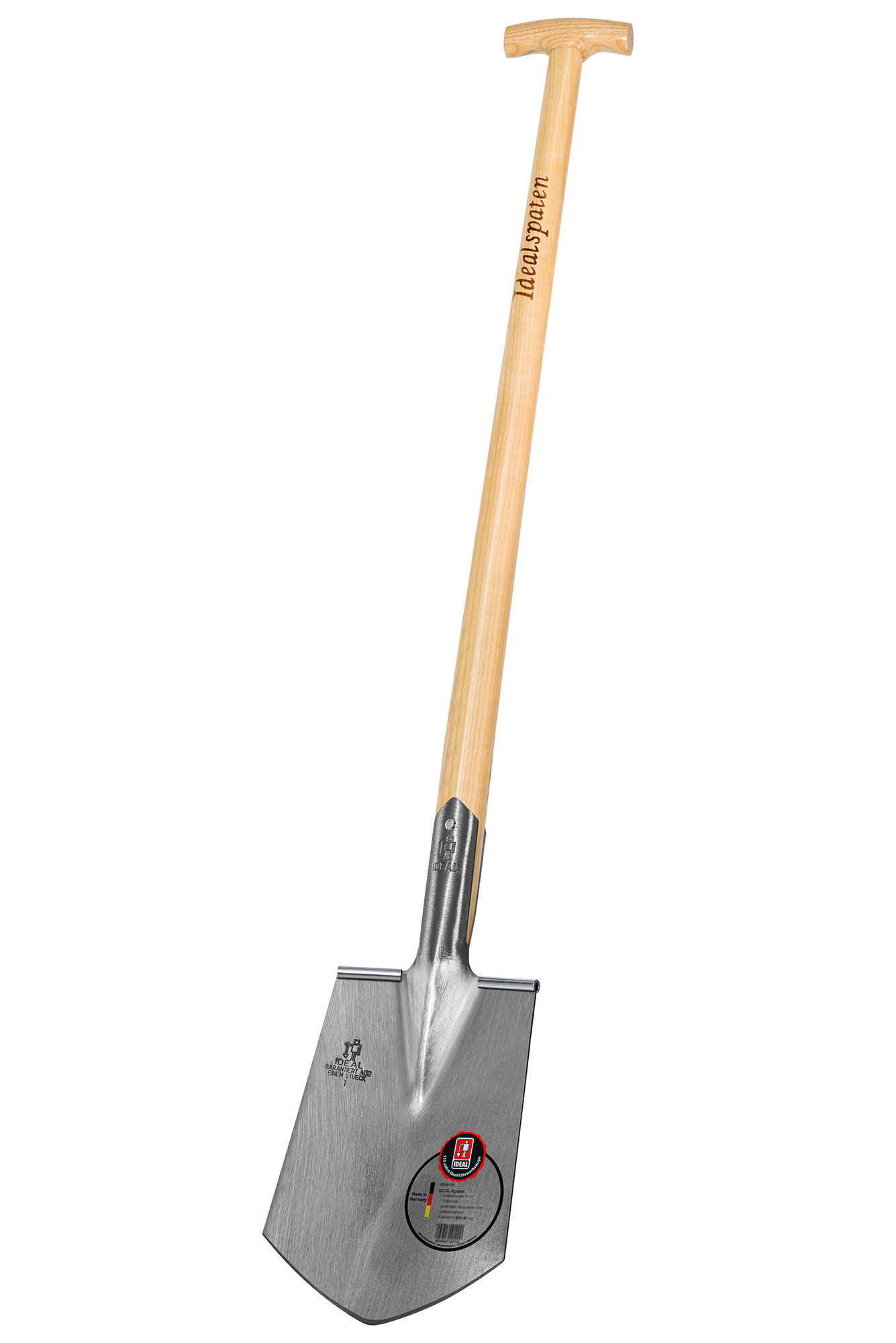
„Geestemünder Form“, Beispiel für regionalen Spaten

## Fertigung
Neben modernen, teil- und vollautomatisierten Produktionsanlagen sind bei Idealspaten bis heute Maschinen aus der Gründungszeit des Unternehmens im Einsatz. Ausgewählte Produkte wie zum Beispiel der IDEAL-Spaten werden nach wie vor in traditioneller und handwerklich geprägter Arbeit hergestellt. Zu den Besonderheiten der Fertigung zählt die spezielle Walztechnik, bei der das Spatenblatt konisch gewalzt wird und dadurch selbstschärfend ist. Zudem wird das Spatenblatt und die Feder (Stielbefestigung) nicht zusammengeschweißt, sondern in Handarbeit aus einem einzigen Stück Stahl gefertigt.

## Soziales Engagement
Das Unternehmen engagiert sich über seine Muttergesellschaft REITHO Holding GmbH für lokale Sportvereine, Schulen und soziale Einrichtungen. Außerdem unterstützt Idealspaten nachhaltigen Waldbau und internationale Nachhaltigkeitsprojekte, wie z. B. den NaDEET Trust Namibia.